# Sel de platine
Les sels de platine sont une classe de médicaments de chimiothérapie. Cette classe regroupe trois molécules couramment utilisées : le cisplatine, l'oxaliplatine, et le carboplatine. Ils sont classés parmi les agents alkylants de l'ADN, qui inhibent la réplication cellulaire et induisent la mort cellulaire préférentielle des cellules cancéreuses, bien qu'ils n'ajoutent pas à proprement parler un groupement alkyle à l'ADN.

## Structure
Un ion platine, Pt2+, est situé au centre d'un complexe plan et carré, où il est lié par des liaisons covalentes aux autres molécules.

## Mécanisme d'action
Les sels de platine sont des agents alkylants, capables de se lier à l'ADN en attachant un groupe alkyle  (CnH2n+1) sur une base guanine, au niveau de l'azote en position 7 du cycle purine. Ceci forme des ponts anormaux entre les deux brins de l'ADN. Le complexe ADN-platine, appelé adduit, inhibe la réplication de l'ADN en bloquant la progression des enzymes de réplication le long de la molécule. La cytotoxicité est ainsi dépendante de la quantité de platine liée à l'ADN.
Les sels de platine pénètrent dans la cellule par des transporteurs trans-membranaires au cuivre, et prennent alors une forme hydratée en raison de la plus faible concentration en sodium. Cette forme hydratée, instable, est alors capable de se lier aux protéines intracellulaires.

## Indications
Les sels de platine sont largement utilisés dans le traitement des cancers, en général en association avec une autre molécule,. Leur administration se fait par voie intraveineuse uniquement.

## Métabolisme et effets secondaires
L'élimination des sels de platine se fait par excrétion urinaire, ce qui entraîne une toxicité rénale. La toxicité des sels de platine est liée à un manque de sélectivité entre cellules saines et cellules cancéreuses ; si ces dernières sont plus sensibles aux effets du cisplatine, c'est en raison de leur forte activité métabolique. Ainsi, tous les tissus à renouvellement cellulaire rapide sont touchés par les effets des sels de platine, notamment la muqueuse digestive, la moelle osseuse hématopoïétique, les follicules pileux...